# モルディブ関係記事の一覧
モルディブ共和国関係記事の一覧（モルディブきょうわこくかんけいきじのいちらん）とは、モルディブ共和国に関する記事の一覧である。

## あ行
- アイシャト・アズィーマ
- アイシャト・サジナ
- アッドゥ環礁
- アッドゥシティ
- アハメド・カリール
- アハメド・ラティーフ
- アブドゥラ・ハミード
- アブドゥラ・ヤミーン
- アブドゥル・ハミード・ザカリヤ
- アブドッラ・シャーヒド
- アフマド・ハールーン (モルディブの政治家)
- アリ・アシファク
- アリ・ナシール・モハメド
- イター
- イブラーヒム・ウェイス
- イブラヒム・ナシル
- イブラヒム・ナシル国際空港
- イブラヒム・ムハンマド・ディディ
- イブラヒム・モハメド・ソリ
- インドとモルディブの関係
- ヴィクトリーSC
- ヴィリンギリ島 (マレ)
- ヴェラナ国際空港
- オマル・アブドゥル・ラッザーク
- オリンピックのモルディブ選手団

## か行
- 外務省 (モルディブ)
- 各年のモルディブの一覧
- ガールガイドモルディブ連盟
- ガロール
- ガロル国立競技場
- ガン国際空港
- ガン島
- 共和党 (モルディブ)
- クラブ・バレンシア
- 国際連合安全保障理事会決議212
- 国民議会 (モルディブ)
- 国家敬礼

## さ行
- 在アラブ首長国連邦モルディブ大使館
- 在インドモルディブ高等弁務官事務所
- 在英国モルディブ高等弁務官事務所
- 在サウジアラビアモルディブ大使館
- 在シンガポールモルディブ高等弁務官事務所
- 在スリランカモルディブ高等弁務官事務所
- 在タイモルディブ大使館
- 在中華人民共和国モルディブ大使館
- 在ドイツモルディブ大使館
- 在パキスタンモルディブ高等弁務官事務所
- 在バングラデシュモルディブ高等弁務官事務所
- 在マレーシアモルディブ高等弁務官事務所
- 在モルディブアラブ首長国連邦大使館
- 在モルディブインド高等弁務官事務所
- 在モルディブ英国高等弁務官事務所
- 在モルディブ外国公館の一覧
- 在モルディブサウジアラビア大使館
- 在モルディブスリランカ高等弁務官事務所
- 在モルディブ中華人民共和国大使館
- 在モルディブ日本国大使館
- 在モルディブパキスタン高等弁務官事務所
- 在モルディブバングラデシュ高等弁務官事務所
- サッカーモルディブ女子代表
- サッカーモルディブ代表
- ザヒヤ・ザリール
- シナマーレ橋
- スバディバ連合共和国
- 正義党 (モルディブ)

## た行
- ターナ文字
- 中国とモルディブの関係
- 駐日モルディブ大使館
- ディベヒ語
- ドーニー

## な行
- 日本とモルディブの関係
- 日本・モルディブ友好議員連盟
- ニュー・ラディアントSC

## は行
- ハッサン・サーイド
- ハッサン・ソービル
- ファズナ・アハメド
- ファラハナーズ・ファイサル
- ファルーマフシ島
- フルレ島
- ヘンヴェイル
- ボーイスカウトモルディブ連盟

## ま行
- マウムーン・アブドル・ガユーム
- マジヤS&RC
- マスフニ
- マスリハ
- マッチャンゴリー
- マーファンヌ
- マレ
- 南アジアサッカー選手権2008
- 南アジア地域協力連合
- 南アジアの証券取引所の一覧
- 南の島の大統領-沈みゆくモルディブ-
- ムバル・アザム・イブラヒム
- ムハンマド・ファリド・ディディ
- メガ・モルディブ
- モハメッド・アミン・ディディ
- モハメド・カリール
- モハメド・ナシード
- モハメド・フセイン・シャリーフ
- モハメド・ワヒード・ハサン
- モルディビアン航空
- モルディブ
- モルディブFAカップ
- モルディブオリンピック委員会
- モルディブ開発連合
- モルディブ金融管理局
- モルディブ国防軍
- モルディブサッカー協会
- モルディブ時間
- モルディブ諸島
- モルディブ進歩党
- モルディブ人民党
- モルディブ・スルターン国
- モルディブにおけるLGBTの権利
- モルディブの空港の一覧
- モルディブの国章
- モルディブの国家元首の一覧
- モルディブの国旗
- モルディブの在外公館の一覧
- モルディブの政党
- モルディブの地方行政区画
- モルディヴのハディージェ
- モルディブの文化
- モルディブフィッシュ
- モルディブ民主党
- モルディブ・リーグ
- モルディブ料理

## ら行
- ラッカディブ海
- ルフィヤ

## 記号・英数字
- 1988年モルディブクーデター
- 2012年ロンドンオリンピックのモルディブ選手団
- 2016年リオデジャネイロオリンピックのモルディブ選手団
- 2020年東京オリンピックのモルディブ選手団
- AFCチャレンジカップ2014
- U-23サッカーモルディブ代表
- VBアッドゥFC
- .mv